# Eastern Fleet
Die Eastern Fleet (deutsch Östliche Flotte), auch als East Indies Fleet (Ostindien-Flotte) oder Far East Fleet (Fernost-Flotte) bezeichnet, war ein Flottenverband der britischen Royal Navy im Indischen und Pazifischen Ozean. Er bestand von 1941 bis 1971.

## Geschichte
Bereits 1904 hatte der Erste Seelord der Admiralität, Sir John Fisher, für den Kriegsfall die Zusammenführung der drei ständigen Flottenverbände im asiatisch-pazifischen Raum, der China Station, der East Indies Station und der Australia Station, unter ein einheitliches Kommando gefordert. Das Kommando dieser Eastern Fleet sollte in Singapur eingerichtet werden, zum Befehlshaber dieses Verbandes sollte der jeweilige Befehlshaber der China Station ernannt werden. Während des Ersten Weltkrieges wurde der Begriff Eastern Fleet jedoch nur als generelle Bezeichnung für die im Indischen und Pazifischen Ozean stationierten Flottenverbände benutzt, die drei Verbände behielten ihre Selbständigkeit auf dem jeweiligen Kriegsschauplatz. Diese Struktur wurde bis zum Beginn des Zweiten Weltkrieges beibehalten. Angesichts der wachsenden japanischen Bedrohung wurde jedoch am 8. Dezember 1941, einen Tag nach dem Überfall der japanischen Kriegsmarine auf Pearl Harbor, die Eastern Fleet aufgestellt. Dazu wurden vorerst die Einheiten der China Station und der East India Station herangezogen. Während des Krieges wurden der Flotte weitere Verbände anderer auf alliierter Seite kämpfender Nationen unterstellt, so der Königlich-Niederländischen Marine, der Royal Australian Navy, der Royal New Zealand Navy und der United States Navy. Mit Schaffung der britischen Pacific Fleet 1944/1945 wurde die Eastern Fleet in East Indies Fleet umbenannt. Nach Ende des Zweiten Weltkrieges wurde der Name in Far East Fleet umgewandelt, der Verantwortungsbereich der Flotte erstreckte sich über alle asiatischen Gewässer einschließlich eines Teils des Pazifischen Ozeans.

## Hintergrund
Bis zum Ausbruch des Zweiten Weltkrieges war der Indische Ozean praktisch ein „britisches Binnengewässer“. Rings um den Ozean lagen britische Besitzungen sowie Gebiete des Commonwealth. Ein Großteil strategisch wichtiger Rohstoffe wurden auf den Seewegen des Ozeans transportiert: persisches Erdöl, malaysischer Kautschuk, indischer Tee, Lebensmittel aus Australien und Neuseeland. Großbritannien musste auf die Personalressourcen Australiens und Neuseelands zurückgreifen, die sichere Passage von Schiffen im Falle eines Krieges konnte durchaus kritisch werden.
Dessen ungeachtet bestand bei der Royal Navy die Tendenz, vor allem ältere Schiffe in Asien zu stationieren und die Kräfte der China und East Indies Station zur Verstärkung der Kräfte auf anderen Kriegsschauplätzen zu nutzen. Doch gerade zu dem Zeitpunkt, an dem sie am dringendsten benötigt wurden, bestanden die Geschwader in Asien aus älteren Schiffen, die für einen Einsatz im Atlantik oder Mittelmeer zu langsam und zu verwundbar waren.
Bei Ausbruch des Zweiten Weltkrieges wurden die britischen Seeverbindungen durch den Kreuzer Admiral Graf Spee und Hilfskreuzer der deutschen Kriegsmarine bedroht. Für den Schutz der Seeverbindungen und die Suche nach der Admiral Graf Spee wurden nicht unerhebliche britische Kräfte gebunden. Mitte 1940 trat Italien auf deutscher Seite in den Krieg ein. Durch die in Italienisch-Ostafrika basierten Kriegsschiffe wurden die britischen Seeverbindungen im Roten Meer bedroht. Im Dezember 1941 trat Japan in den Krieg ein. Mit dem Überfall auf Pearl Harbor, der Versenkung der Prince of Wales und der Repulse, der Besetzung Malayas, Singapurs und Niederländisch-Indiens bestand eine weitere Bedrohung aus dem Osten.
Diese Bedrohung wurde Realität, als die japanische Marine im April 1942 in den Indischen Ozean vorstieß und den Flugzeugträger Hermes, die beiden Kreuzer Cornwall und Dorsetshire sowie weitere Kriegs- und Handelsschiffe versenkte und den Schiffsverkehr an der indischen Ostküste störte (siehe Attacke im Indischen Ozean). Der Chef des Imperialen Generalstabs, General Sir Alan Brooke, schrieb:

“We were hanging by our eyelids! Australia and India were threatened by the Japanese, we had temporarily lost control of the Indian Ocean, the Germans were threatening Iran and our oil, Auchinleck was in precarious straits in the desert, and the submarine sinkings were heavy.”

„Wir senkten die Köpfe. Die Japaner bedrohten Indien und Australien, wir verloren zeitweilig die Kontrolle über den Indischen Ozean, die Deutschen bedrohten den Iran und unser Öl, Auchinleck war in der Wüste in einer prekären Situation, und die Schiffsverluste durch die U-Boote wogen schwer.“

Es bestand die Gefahr, dass Japan die Royal Navy aus dem Indischen Ozean vertreiben würde, mit direkten Auswirkungen für Indien, und dass die deutschen Erfolge im Kaukasus und in Ägypten den Persischen Golf bedrohten.

## Einsatz während des Zweiten Weltkrieges

### Kriegsbeginn

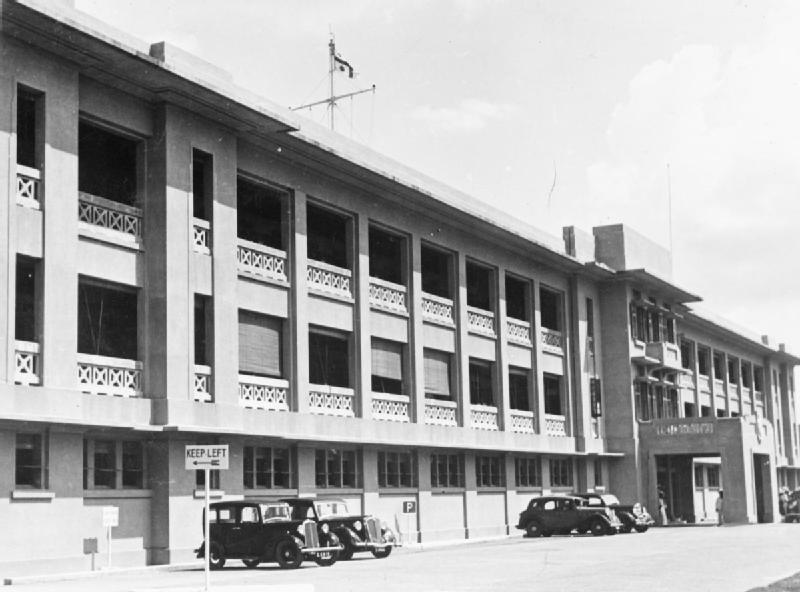
Das Navy Office in Singapur, Sitz des Befehlshabers der China Station, 1941

Bis 1941 bestand die hauptsächliche Bedrohung aus deutschen Hilfskreuzern und U-Booten. Hauptaufgabe der Eastern Fleet war zu diesem Zeitpunkt der Schutz der Handelswege. Dazu fuhr sie Konvoischutz und suchte und vernichtete die deutschen Handelsstörer. Diese Aufgabe band starke britische Kräfte bis zur Versenkung des letzten Handelszerstörers Michel im Oktober 1943.
Am 10. Juni 1940 trat Italien in den Krieg ein. Damit wurden die britischen Nachschubwege für Öl im Persischen Golf, im Roten Meer und im Mittelmeer bedroht. Italien kontrollierte Häfen in Italienisch-Ostafrika und Tianjin (Tientsin), China. Die Regia Marina im Roten Meer, dem Indischen Ozean und westlichen Pazifik verfügte über Zerstörer, U-Boote und eine kleine Anzahl bewaffneter Handelsschiffe. Die Mehrzahl, sieben Zerstörer und acht U-Boote, war in Massaua in Eritrea als Teil der italienischen Flottille im Roten Meer stationiert. Im Jahr 1940 verlor die Regia Marina vier U-Boote und einen Zerstörer bei Angriffen auf britische Konvois im Roten Meer.
Die italienischen Seestreitkräfte in Ostafrika waren jedoch in einer Zwickmühle gefangen. Ein Auslaufen der Schiffe würde heftige britische Reaktionen hervorrufen, ein Verbleiben in den ostafrikanischen Häfen war wegen der britischen Bedrohung ebenso unmöglich. Während der britischen Ostafrika-Kampagne wurden diese Häfen von den Briten genommen. Die Italiener versuchten, zum durch deutsche Truppen besetzten Europa, der von Vichy-Truppen gehaltenen französischen Kolonie Madagaskar, nach Japan, nach Tientsin oder einen anderen neutralen Hafen auszubrechen. Einige dieser Ausbruchsversuche waren erfolgreich. Vier italienische U-Boote erreichten erfolgreich Bordeaux, zwei von drei der italienischen bewaffneten Handelsschiffe erreichten Kōbe (Japan), und einige andere Schiffe erreichten achsenfreundliche Häfen. Der Rest des italienischen Schiffen in Ostafrika wurden erobert, versenkt oder zerstört. Sechs italienische Zerstörer versuchten einen Angriff auf Port Suez und Port Sudan, wurden jedoch von kombinierten britischen See- und Luftstreitkräften zurückgeschlagen. Alle diese Schiffe gingen bei den Angriffen verloren oder wurden von den Besatzungen selbst versenkt. Bei den Aktionen gegen die italienischen Schiffe verlor die Eastern Fleet zwei Zerstörer und eine Sloop.
Die Eastern Fleet unterstützte ebenso britische und Commonwealth-Bodentruppen bei ihren Aktionen im Irak (Operation Sabine) und im Iran (Operation Countenance).

### Singapur

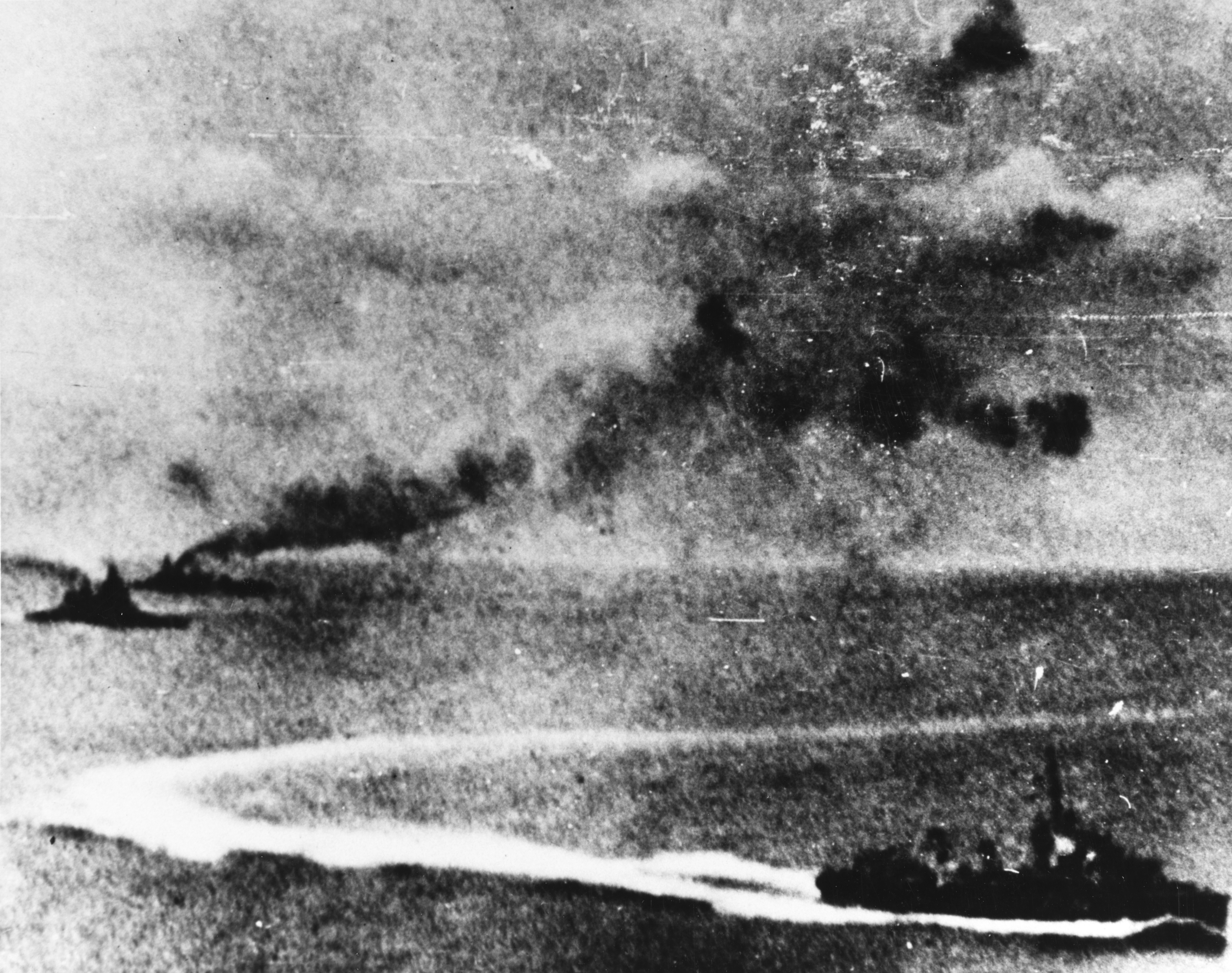
Die HMS Repulse (im Hintergrund) mit Schlachtschiff Prince of Wales (links) nach den ersten japanischen Luftangriff mit Torpedos am 10. Dezember 1941

Vor dem Fall Singapurs war die Stadt Basis der Eastern Fleet und Sitz des britischen Oberkommandos für den Fernen Osten (Far East Command).
Die britische Verteidigungsplanung für den Fernen Osten beruhte auf zwei Annahmen: erstens, dass im westlichen Pazifik die USA ein effektiver Alliierter der Briten wären und einen Teil der US-Navy in Singapur stationierten und dass die Philippinen als vorgeschobener Flottenstützpunkt für die Briten nutzbar wären. Die zweite Annahme bestand darin, dass Japan die technischen und logistischen Möglichkeiten seiner Kriegsmarine überschätzte. Für den Fall, dass die Japaner durch die US-Navy gebunden würden, wollte man die vier veralteten Schlachtschiffe der Revenge-Klasse in den Fernen Osten entsenden, um die Defensivkraft zu stärken und die britische Flagge zu zeigen. Diese Annahmen wurden durch den Angriff der japanischen Flotte auf Pearl Harbor am 7. Dezember 1941 zerstört. Der Angriff machte eine US-amerikanische Unterstützung der malaysischen Barriere im nördlichen Vorland Singapurs unmöglich und führte letztendlich zur Aufgabe der amerikanischen Stützpunkte auf den Philippinen. Darüber hinaus überstiegen die japanischen Fähigkeiten die britischen Erwartungen.

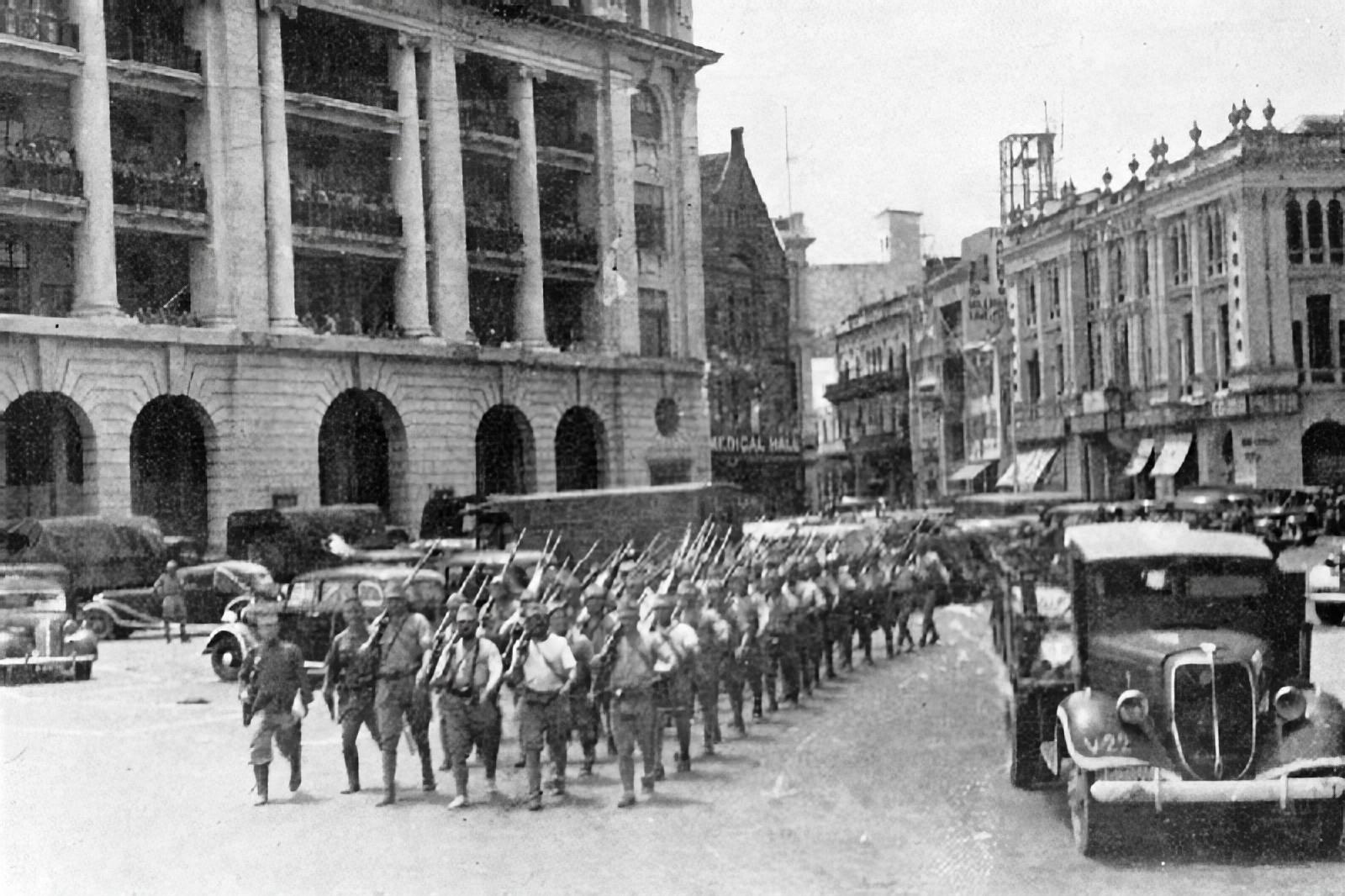
Japanische Truppen in den Straßen Singapurs

Nach der Kapitulation Frankreichs im Juni 1940 führte der verstärkte japanische Druck auf Französisch-Indochina zur Gewährung von Transit- und Stationierungsrechten, allerdings mit bedeutenden Einschränkungen. Ungeachtet des erzielten Übereinkommens besetzte Japan Indochina im September 1940. Die eroberten Basen ermöglichten die Ausdehnung des Schutzes der japanischen Luftwaffe für die Invasionsstreitkräfte bis nach Malaysia und Niederländisch-Ostindien. Unter diesen Umständen waren die Prince of Wales und HMS Repulse gegenüber japanischen Luftangriffen von den Basen in Indochina verwundbar. Ohne Luftunterstützung handelnd, wurden beide Schiffe im Dezember 1941 versenkt. Der moderne Flugzeugträger Indomitable sollte das Geschwader verstärken, wurde aber wegen einer Havarie aufgehalten. Es ist jedoch unwahrscheinlich, dass die begrenzte Luftunterstützung dieses Trägers den Verlust verhindert hätte.

### Rückzug aus dem Indischen Ozean
Der Befehlshaber der Eastern Fleet, Admiral Somerville, stellte bei einer Inspektion der Basis in Trincomalee (Ceylon) deren Mängel fest. Der Hafen war unzureichend, anfällig gegenüber einem entschlossenen Angriff und offen für Spionage. Die Flotte benötigte eine isolierte Insel-Basis mit einem sicheren, tieferen Ankerplatz in einer geeigneten strategischen Position. Das Addu-Atoll erfüllt diese Anforderungen. Insgeheim wurde mit den Vorbereitungen für die Nutzung durch die Flotte begonnen. Sobald sie verfügbar waren, wurden die Einrichtungen auf dem Addu-Atoll von der Royal Navy genutzt.
Die Eastern Fleet war in zwei Teile aufgeteilt: Force A und Force B. Force A bestand aus der modernisierten Warspite und den zwei verfügbaren Flugzeugträgern. Force B bestand aus den langsamen Schlachtschiffen der Revenge-Klasse des 3. Geschwaders und war in Kilindini in der Nähe von Mombasa in Kenia stationiert. Weder einzeln noch zusammen konnten die beiden Verbände der Herausforderung eines entschlossenen japanischen Angriffs entgegentreten.
Nach der Eroberung der Andamanen durch die Japaner wurden die Hauptkräfte der Flotte auf das Addu-Atoll in den Malediven zurückgezogen. Nach dem Feldzug Nagumo Chūichis in den Indischen Ozean zu Beginn des Jahres 1942 wurde die Basis der Flotte nach Kilindini verlegt, da die weiter vorgeschobenen Basen nicht gegen einen japanischen Angriff hätten verteidigt werden können. Die Flottenkräfte im Indischen Ozean waren damit auf Konvoischutz und ähnliche Aufgaben für die moderneren Einheiten der Flotte reduziert.

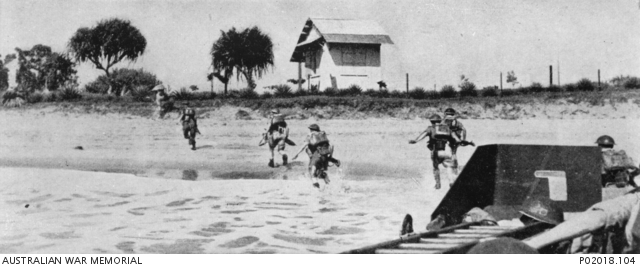
Britische Truppen landen auf Madagaskar

Im Mai 1942 unterstützte die Flotte die Besetzung Madagaskars (Operation Ironclad). Dies vereitelte jeden Versuch von japanischen Schiffen, Stützpunkte auf dem von Vichy-Französischen Truppen kontrollierten Gebiet zu nutzen. Während der Invasion wurden die Schiffe der Eastern Fleet mit Schiffen der Vichy-Marine (zwei Hilfskreuzer, zwei Sloops und fünf U-Boote) sowie U-Booten der japanischen Marine (I-10, I-16, I-18, und I-20 und die Kleinst-U-Boote M-16b und M-20b) konfrontiert.

### Gefechte im Indischen Ozean und im Pazifik

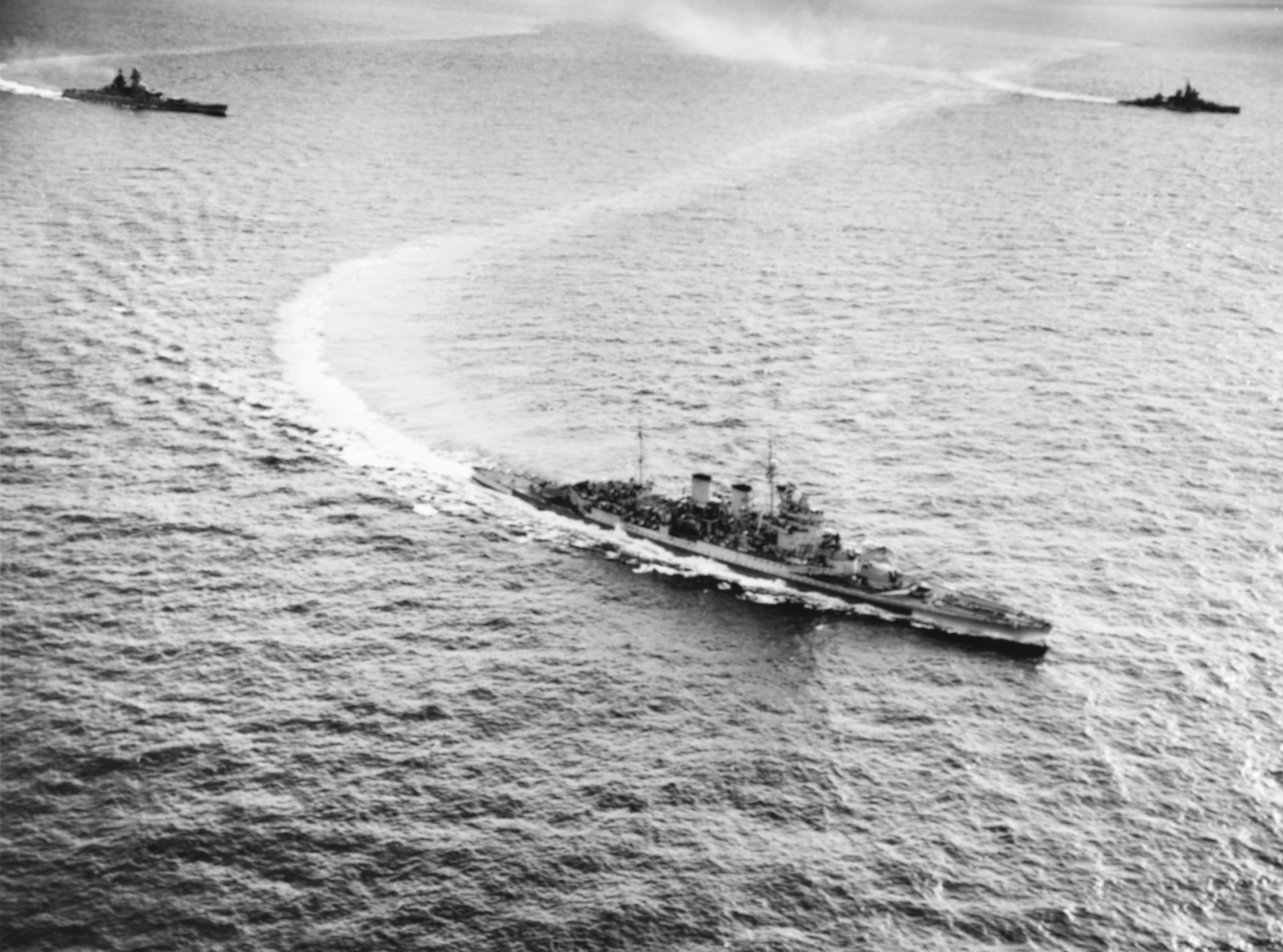
HMS Renown (Vordergrund) mit HMS Valiant (rechts) und Richelieu (links) im Indischen Ozean, 1944

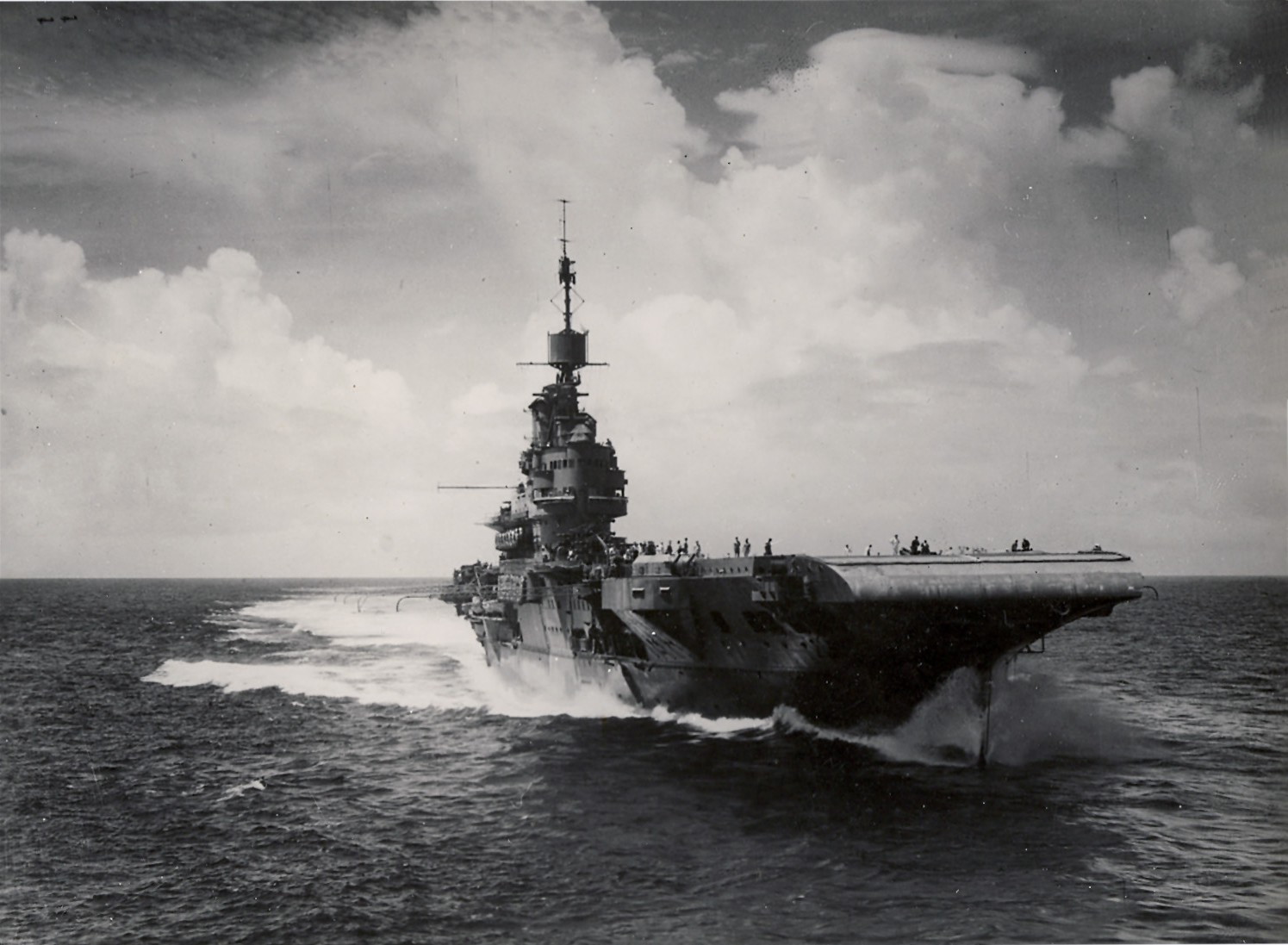
HMS Illustrious, Frühjahr 1944 während der gemeinsamen Operation mit USS Saratoga

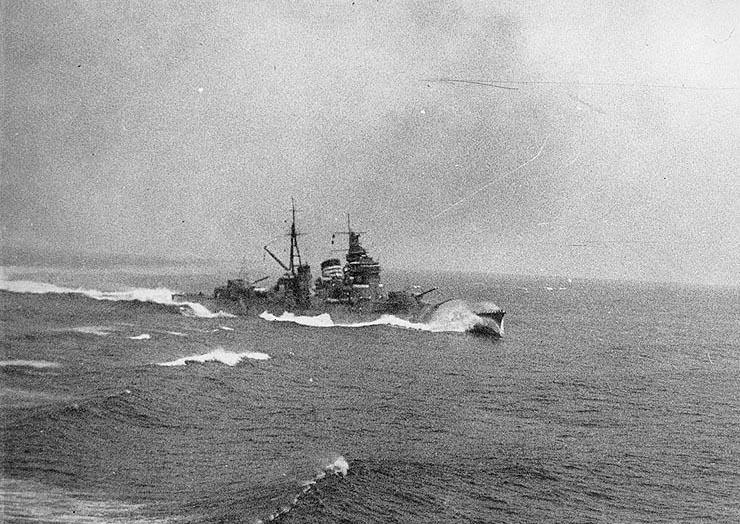
Schwerer Kreuzer Haguro

Nach dem Abzug der Hauptschlagkräfte im Februar 1944 verblieben im Indischen Ozean im Wesentlichen nur die Geleitflugzeugträger und ältere Schlachtschiffe als Kern der Flottenkräfte. Die Fortschritte der Alliierten im Atlantik und im Mittelmeer 1943 bzw. 1944 machten jedoch Kräfte frei. Im Ergebnis wurden mehrere britische Flugzeugträger in den Indischen Ozean verlegt. Dazu kamen der Schlachtkreuzer Renown, die Schlachtschiffe Howe, Queen Elizabeth, Valiant und weitere kleinere Einheiten.
Die Royal Navy traf Vorbereitungen für ein aggressiveres Auftreten im Indischen Ozean und für eine britische Beteiligung am Seekrieg im Pazifik. Die entsprechenden Prozeduren mussten jedoch erst von den Besatzungen der Schiffe und des Fleet Air Arm (FAA) eingeübt werden. Dazu wurde Ende März 1944 die Operation Diplomat als Übung durchgeführt. Dabei sollten sich die Flottenkräfte mit einer Gruppe von Tankern, die von der Tromp begleitet wurden, treffen und anschließend die Betankung auf See üben. Anschließend trafen sich die britischen Kräfte mit der Task Force 58.5 der US-Navy, bestehend aus dem Träger Saratoga und drei Zerstörern. Die Task Force wurde in den Indischen Ozean entsandt, um die Luftabwehr zu verstärken und Verfahren mit den Besatzungen des FAA einzuüben. Anschließend kehrte die vereinte amerikanisch-britische Flotte am 31. März nach Trincomalee zurück.
Der Oberbefehlshaber der US-amerikanischen Seestreitkräfte Admiral Ernest J. King forderte, dass die Eastern Fleet im April 1944 japanische Kräfte im Operationsgebiet binden sollte, um die japanische Verteidigung gegen eine amerikanische Anlandung auf Hollandia (jetzt Jayapura) und Aitape an der Nordküste Niederländisch-Neuguineas zu schwächen. Auf Sabang wurde ein gemeinsamer Luftangriff der Eastern Fleet und der Task Force 58.5 geflogen (Operation Cockpit). Die Überraschung gelang, militärische Einrichtungen und Treibstofflager wurden schwer beschädigt, dies führte bei den japanischen Truppen zu Treibstoffmangel. Die Amerikaner planten den Erfolg durch einen zweiten Luftangriff auszuweiten. Am 17. Mai wurde mit der Operation Transom ein Luftangriff auf Surabaya geflogen. Die bei dieser Operation zurückzulegenden Entfernungen erforderten ein Betanken der Schiffe auf See. Wieder gelang es, die japanischen Verteidiger zu überraschen und den Hafen, militärische Einrichtungen und Treibstofflager schwer zu beschädigen. Am 18. Mai verlegte die Task Force 58.5 zurück in den Pazifik. Admiral Somerville, der Befehlshaber der Eastern Fleet, nannte die Operationen

“a profitable and very happy association of Task Group 58.5 with the Eastern Fleet”

Ende August 1944 wurde Admiral Somerville durch Admiral Sir Bruce Fraser, bis dato Befehlshaber der Home Fleet, als Befehlshaber der Eastern Fleet abgelöst. Somerville hatte die Flotte seit März 1942 geführt. Sein Verhältnis zum Alliierten Oberkommandierenden auf dem Südost-Asiatischen Kriegsschauplatz (Supreme Allied Commander South East Asia Theatre), Louis Mountbatten, war jedoch nicht spannungsfrei. Die Notwendigkeit der Stärkung des britischen militärischen Einflusses in der amerikanischen Hauptstadt Washington bot die Möglichkeit für einen Wechsel des Kommandos. Zu diesem Zeitpunkt umfasste die Flotte Schiffe aus Großbritannien, Australien, Neuseeland, den Niederlanden und Frankreich und wurde als East Indies Fleet bezeichnet. Fraser übernahm auch am 22. November 1944 das Kommando der neuformierten British Pacific Fleet.
Die Flotte wurde um Einheiten für den Einsatz im Pazifik erweitert. Ende November startete die Flotte unter dem Decknamen Outflank mehrere Angriffe auf japanisch besetzte Gebiete in West-Sumatra. Im Fokus standen dabei besonders die Raffinerien die Flugbenzin produzierten. Der erste Trägerangriff wurde am 20. November auf die Anlagen von Belawan Deli durchgeführt. Ein weiterer Angriff am 17. und 20. Dezember (→ Operation Robson) verlief weitestgehend erfolglos.
Am 4. Januar 1945 führte die Träger HMS Indomitable und HMS Indefatigable einen Angriff auf Ölraffinerien bei Pangkalan Brandon in West-Sumatra (→ Operation Lentil) durch.
Die letzten Angriffe im Zweiten Weltkrieg führte die Flotte als Force 63 auf dem Weg nach Sydney, Australien durch. In zwei Wellen der Operation Meridian wurden Raffinerien in Pladjoe nördlich Palembang und Soengei Gerong auf Sumatra geflogen. Obwohl gleichfalls erfolgreich, litten die Einsätze unter den schlechten Wetterbedingungen. Insgesamt 48 Flugzeuge gingen verloren oder wurden beschädigt. Das Betanken der Schiffe gelang nur unter Schwierigkeiten. Das schlechte Wetter und die mangelnde Erfahrung der Besatzungen führten zu zahlreichen Beschädigungen.
Einige Besatzungen des Fleet Air Arm wurden während der Einsätze von den Japanern gefangen genommen. Die Kriegsgefangenen wurden nach Singapur verbracht, wo einige von ihnen von den Japanern exekutiert wurden.
Die Flotte war im Januar 1945 an der Rückeroberung Burmas beteiligt, dabei insbesondere an der Anlandung auf Ramree und Akyab sowie in der Nähe von Rangoon und an einigen Kommandounternehmen (Operation Bishop).
Vom 15. bis zum 16. Mai versenkte die 26. Zerstörer-Flottille (Saumarez, Venus, Verulam, Vigilant und Virago) während der Operation Dukedom den japanischen Schweren Kreuzer Haguro in der Malakka-Straße.

### Handelsschutz
Der Schutz alliierter Handelsschiffe im Indischen Ozean war während des gesamten Krieges Hauptauftrag der Eastern Fleet. Die Handelsschifffahrt wurde durch japanische, deutsche und italienische U-Boote, deutsche Kriegsschiffe und italienische und deutsche Hilfskreuzer bedroht. Ein Großteil der Flotte war durch Konvoischutz und der Suche nach feindlichen U-Booten und Überwasserkräften sowie den Unterstützungsschiffen gebunden. Für die meiste Zeit des Krieges waren für diese Aufgaben nicht genügend Schiffe vorhanden, Flugzeugträger und Schlachtschiffe konnten ohne entsprechenden Begleitschutz dafür nicht eingesetzt werden.

## Nachkriegszeit

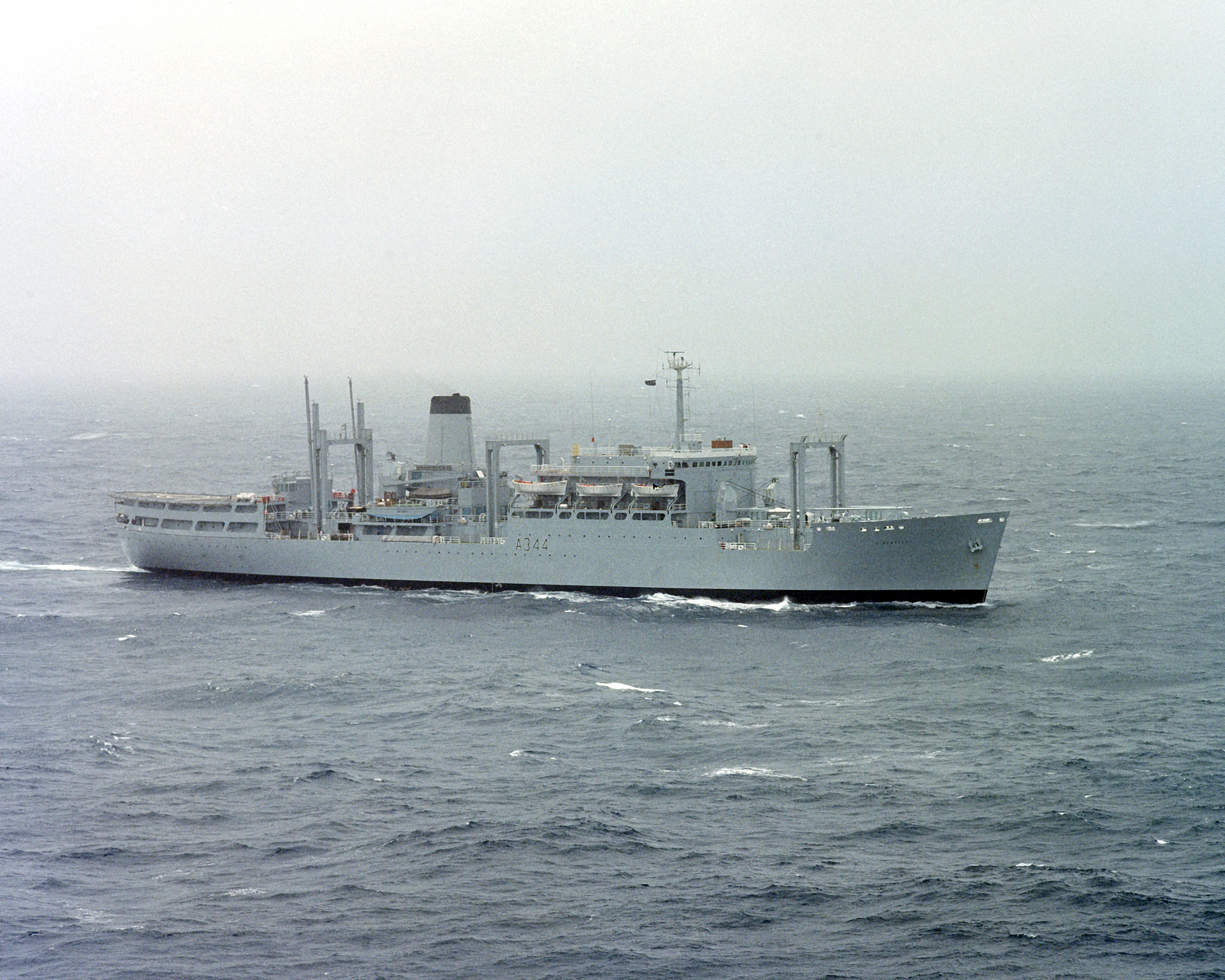
RFA Stromness

Nach dem Krieg wurde die Flotte in Singapur stationiert. Sie war an den Auseinandersetzungen anlässlich der Unabhängigkeit Malaysias sowie 1960 an der Konfrontasi mit Indonesien beteiligt. 1964 bestand die Flotte aus der Victorious, Centaur, Bulwark, Kent, Hampshire, siebzehn Zerstörern und Fregatten, einige davon aus dem Mittelmeer abgestellt, ungefähr zehn Minensuchern und fünf U-Booten. Die Kent und Victorious schlossen mit ihren Frühwarnsystemen Lücken im Radarschirm Singapurs.
Der Flaggoffizier als Zweiter in der Kommandofolge war in der Nachkriegszeit im Regelfall ein Konteradmiral. Er befand sich unmittelbar bei der Flotte und hatte sie einsatzbereit zu halten, führte also praktisch das Kommando. Der Befehlshaber der Flotte, ein Vizeadmiral, war für administrative Aufgaben, Logistik und Instandsetzung zuständig und verblieb in Singapur.
Die Flotte wurde 1971 aufgelöst. Am 31. Oktober 1971, mit Ablauf des britisch-malaysischen Verteidigungsabkommens, holte der letzte Befehlshaber der Flotte, Rear Admiral Sir Anthony Troup, seine Flagge ein. An Bord der RFA Stromness nahm er die Parade der Flotte, angeführt von der Glamorgan, ab. Mit der Glamorgan verließen die Fregatten Scylla, Argonaut, Gurkha, Arethusa und Danae, das Werkstattschiff Triumph und sechs Hilfsschiffe den Hafen. Die Flotte wurde durch ein kleines ANZUK-Kontingent ersetzt.

## Schiffe der Flotte
Während des Zweiten Weltkrieges umfasste die Flotte britische, australische, neuseeländische, frei-französische und niederländische Schiffe. Größere Einheiten der Flotte waren u. a.:
- Hermes – Flugzeugträger, versenkt 9. April 1942
- Illustrious – Flugzeugträger, Eastern Fleet 1944, Ankunft Januar 1944
- Victorious – Flugzeugträger, Eastern Fleet, Ankunft Juli 1944
- Indomitable – Flugzeugträger, Eastern Fleet, Ankunft Juli 1944
- Renown – Schlachtkreuzer, Eastern Fleet 1944
- Queen Elizabeth – Schlachtschiff, Eastern Fleet 1944, East Indies Fleet 1945
- Valiant – Schlachtschiff, Eastern Fleet 1944
- Richelieu – Schlachtschiff, Eastern Fleet 1944, East Indies Fleet 1945
- Howe – Schlachtschiff, Eastern Fleet August 1944 – Dezember 1944
- U-Boote: 2. Flottille, acht „S“-Klasse und vier „T“-Klasse
- Prince of Wales – Schlachtschiff, versenkt 10. Dezember 1941
- Repulse – Schlachtkreuzer, versenkt 10. Dezember 1941
- Electra – Zerstörer, versenkt 27. Februar 1942
- Express – Zerstörer
- Cornwall – Schwerer Kreuzer, versenkt 5. April 1942
- Dorsetshire – Schwerer Kreuzer, versenkt 5. April 1942
- Vampire – Zerstörer, versenkt 9. April 1942
- Adamant – U-Boot-Mutterschiff
- Saratoga – Flugzeugträger

## Befehlshaber
| Zeitraum                      | befehlshabender Admiral Eastern Fleet | Bemerkung                                                            |
| ----------------------------- | ------------------------------------- | -------------------------------------------------------------------- |
| 10. Dezember 1941             | Admiral Sir Tom Spencer               | erster Befehlshaber, bei Versenkung der HMS Prince of Wales gefallen |
| 10. Dezember 1941 – März 1942 | Admiral Sir Geoffrey Layton           | vorher Befehlshaber der China Station                                |
| März 1942 – August 1944       | Admiral Sir James Somerville          |                                                                      |
| August 1944 – Dezember 1944   | Admiral Sir Bruce Fraser              | danach Befehlshaber der Pacific Fleet                                |

| Zeitraum  | befehlshabender Admiral East Indies Fleet |
| --------- | ----------------------------------------- |
| 1944–1945 | Vice-Admiral Sir Arthur Power             |
| 1945–1946 | Vice-Admiral Sir Clement Moody            |
| 1946–1948 | Vice-Admiral Sir Arthur Palliser          |
| 1948–1950 | Vice-Admiral Sir Charles Woodhouse        |
| 1950–1952 | Vice-Admiral Sir Geoffrey Oliver          |

| Zeitraum  | befehlshabender Admiral Far East Fleet |
| --------- | -------------------------------------- |
| 1952–1953 | Vice-Admiral Sir Guy Russell           |
| 1953–1954 | Vice-Admiral Sir Charles Lambe         |
| 1954–1955 | Vice-Admiral Sir Charles Norris        |
| 1955–1957 | Vice-Admiral Sir Alan Scott-Moncrieff  |
| 1957–1960 | Vice-Admiral Sir Gerald Gladstone      |
| 1960–1962 | Vice-Admiral Sir David Luce            |
| 1962–1965 | Vice-Admiral Sir Desmond Dreyer        |
| 1965–1967 | Vice-Admiral Sir Frank Twiss           |
| 1967–1969 | Vice-Admiral Sir William O’Brien       |
| 1969–1971 | Vice-Admiral Sir Derek Empson          |
| 1971      | Rear-Admiral Sir Anthony Troup         |